# Stagno Longu
Lo stagno Longu, o stagno di Posada, è una zona umida situata in prossimità della costa centro-orientale della Sardegna. Appartiene amministrativamente al comune di Posada.
Lo stagno fa parte del Parco naturale regionale di Tepilora, Sant'Anna e Rio Posada.

## Posizione ed idrologia

### Posizione e morfologia
Lo stagno Longu appartiene al comune di Posada ed è situato a sud-est del comune stesso, si colloca su una superficie estesa parallelamente alla costa e compresa fra il promontorio di Torre san Giovanni e quello di Pineta Orvile. 
Ha una estensione di circa 57 ettari ed inserito in una piana costituita da depositi alluvionali, risalenti al quaternario.
Il settore morfologicamente più significativo è costituito dalla depressione situata dietro il litorale di spiaggia, caratterizzata da sabbie eoliche e dai canali residuali delle antiche foci del Rio Posada e del Rio Santa Caterina, e dal cordone di spiaggia, rivolto ad est e debolmente arcuato, che si sviluppa tra i promontori di Torre san Giovanni e di Orvile.

### Idrologia dello stagno

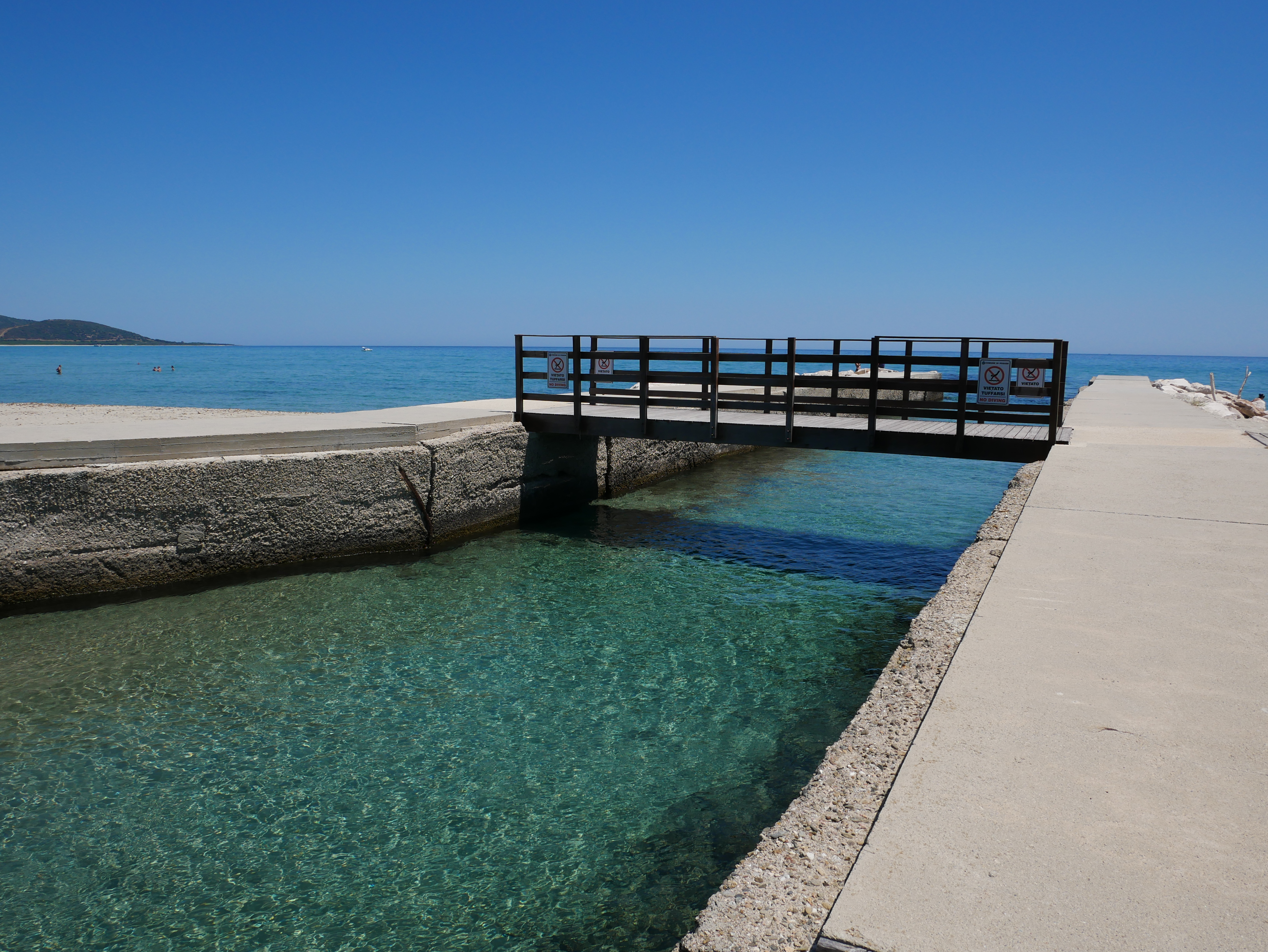
Foce dello Stagno Longu e Rio Santa Caterina, la bocca di Sos Palones.

L'alimentazione dello stagno è principalmente dovuta al Rio Santa Caterina, ma vanno aggiunti anche gli apporti idrici del Rio Posada e dei piccoli immissari, come ad esempio quelli che si originano lungo i versanti di Monte Longu e Monte Gradas.
Le caratteristiche di impermeabilità delle rocce cristalline da cui è formato il bacino imbrifero non consente la localizzazione di falde importanti, se non in corrispondenza di sacche di arenizzazione o di accumuli di materiali alluvionali.
La foce dello Stagno Longu (e quindi anche del rio Santa Caterina), prende il nome di bocca di Sos Palones: si tratta di uno sbocco parzialmente artificiale, dato che i due argini sono stati costruiti dall'uomo, con un ponte che li collega. La foce, inoltre, separa la costa in due spiagge, quella di San Giovanni e quella di Su Tiriarzu.

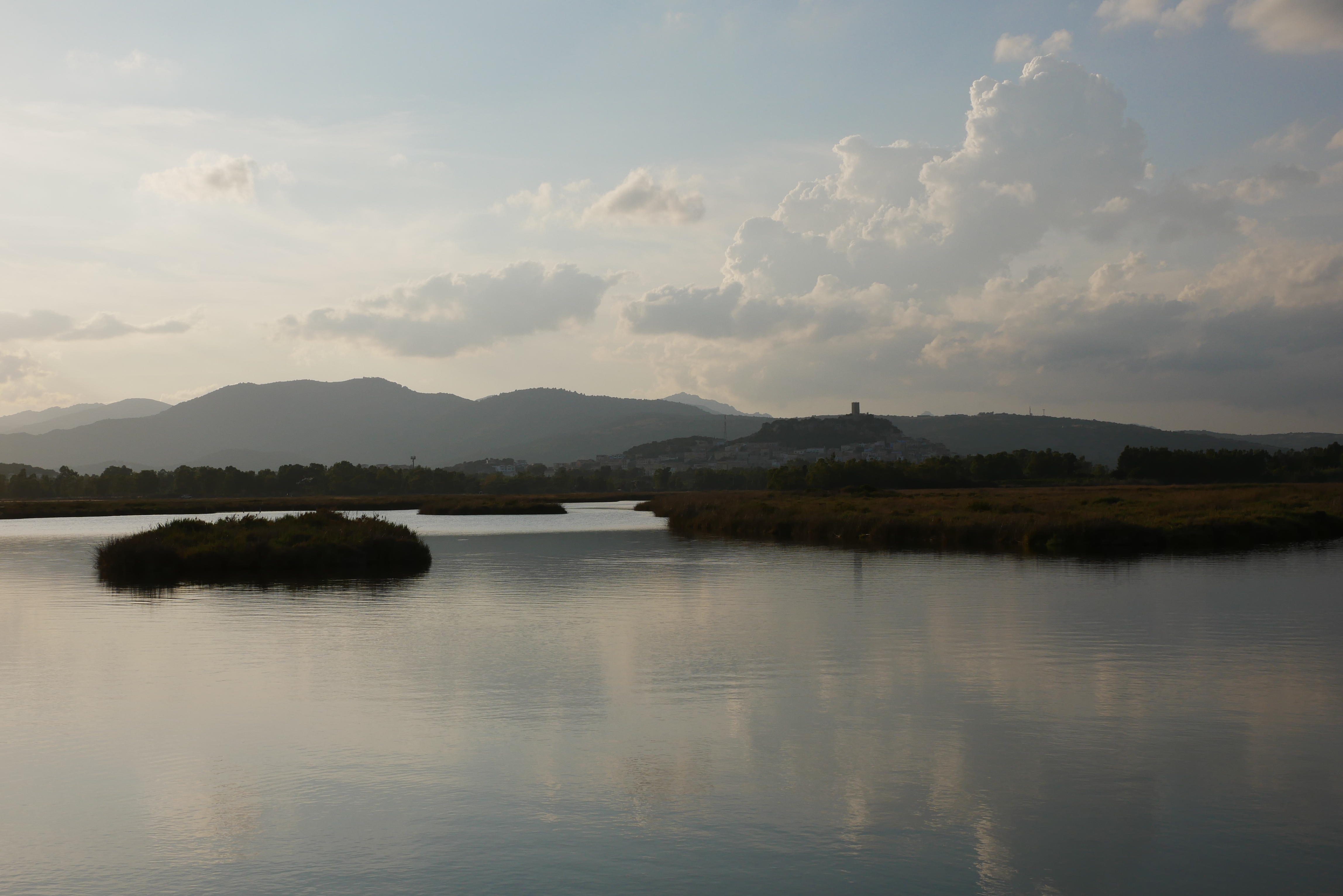
Lo stagno Longu visto dalla spiaggia di Su Tiriarzu, sullo sfondo si può notare Posada e il Castello della Fava.

## Flora e Fauna

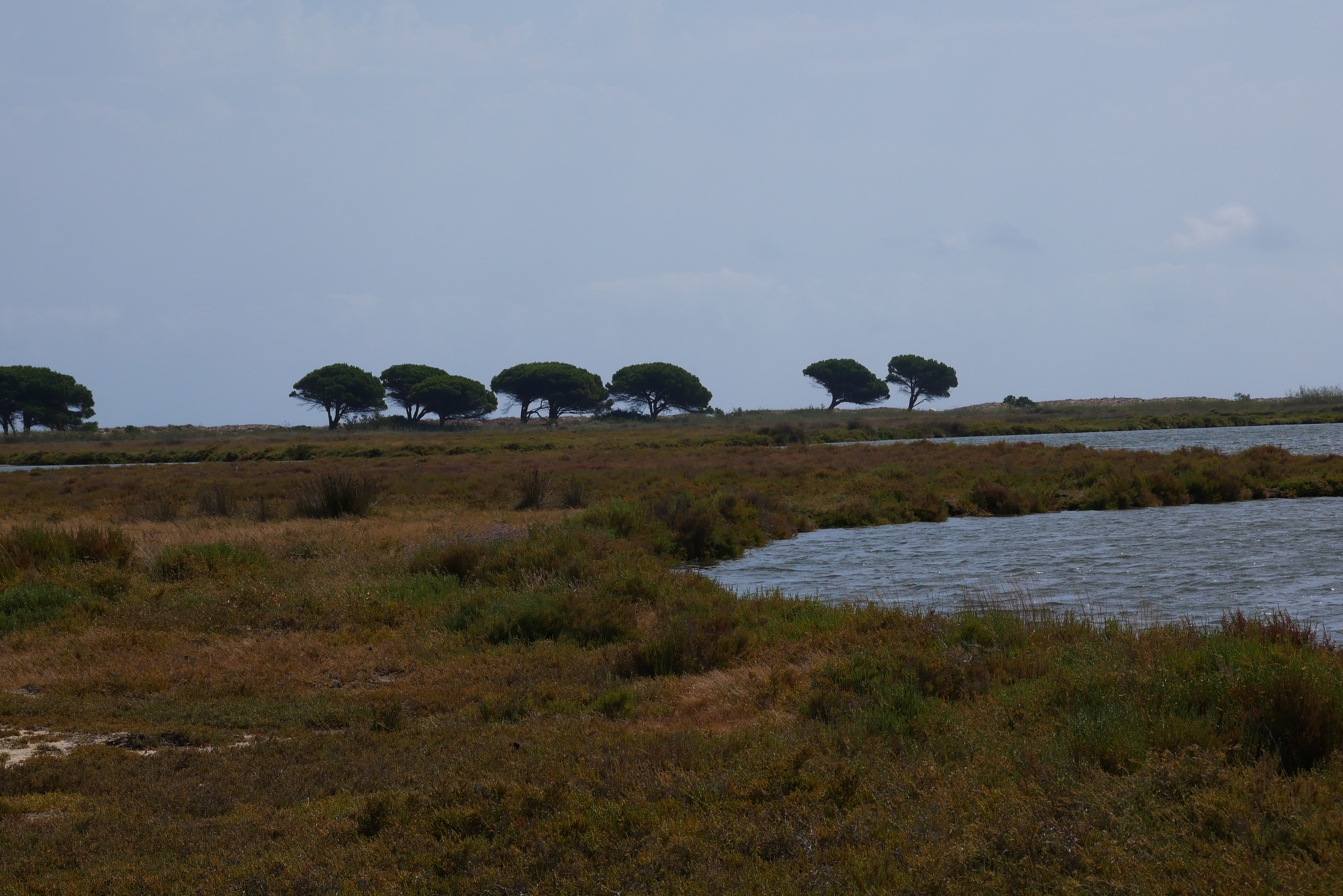
Vegetazione sulle sponde dello stagno.

### Vegetazione
La vegetazione di questo stagno è principalmente formata da Ruppie, diversi tipi di Alghe Verdi, Canne di palude, Enule Marine, Porcellane di Mare, Salicornie Fruticose, Ravastrello, Salsola Kali, Oleandri e Tamerici.

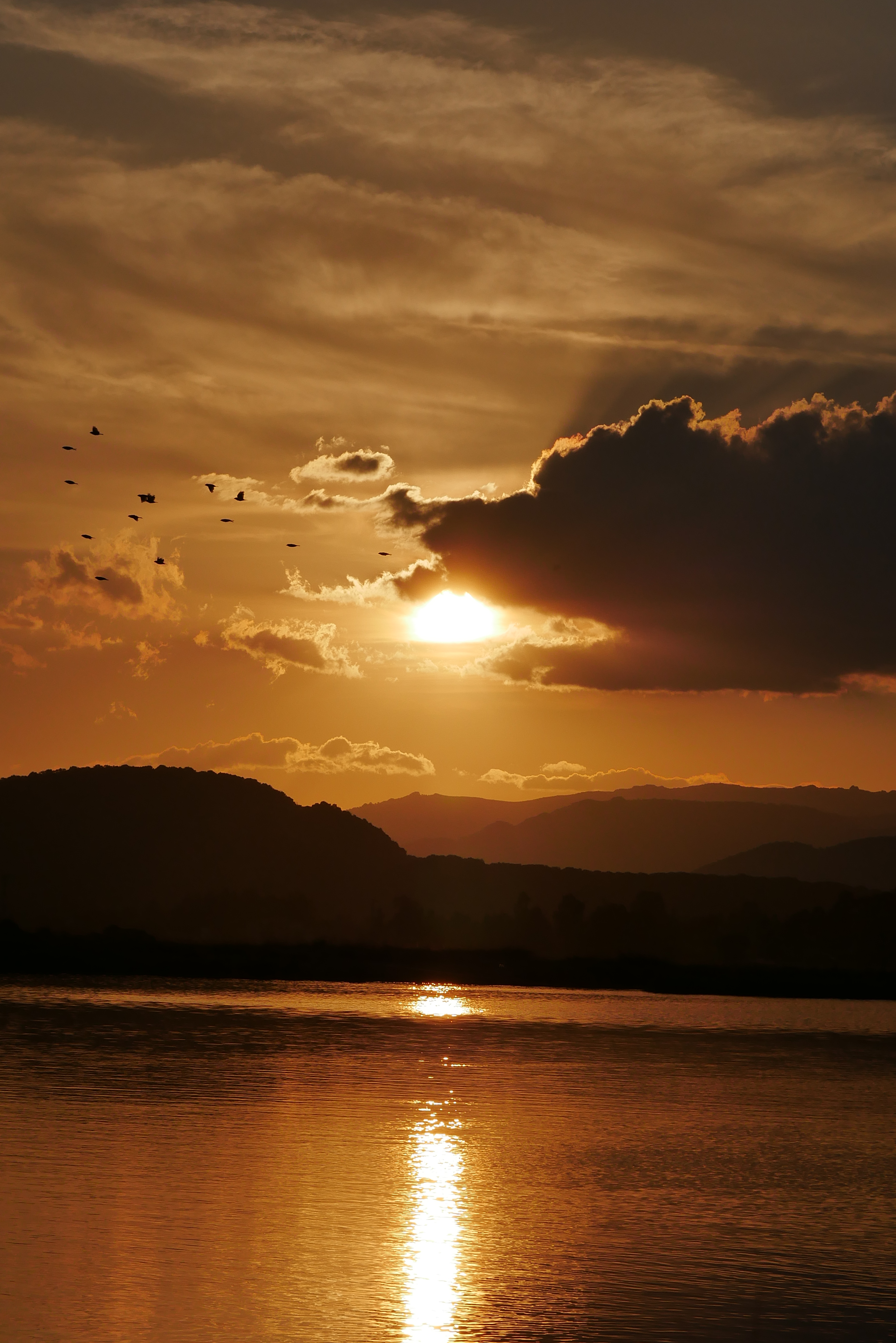
Tramonto sullo Stagno Longu, si può vedere uno stormo di uccelli passare sopra lo stagno.

### Animali

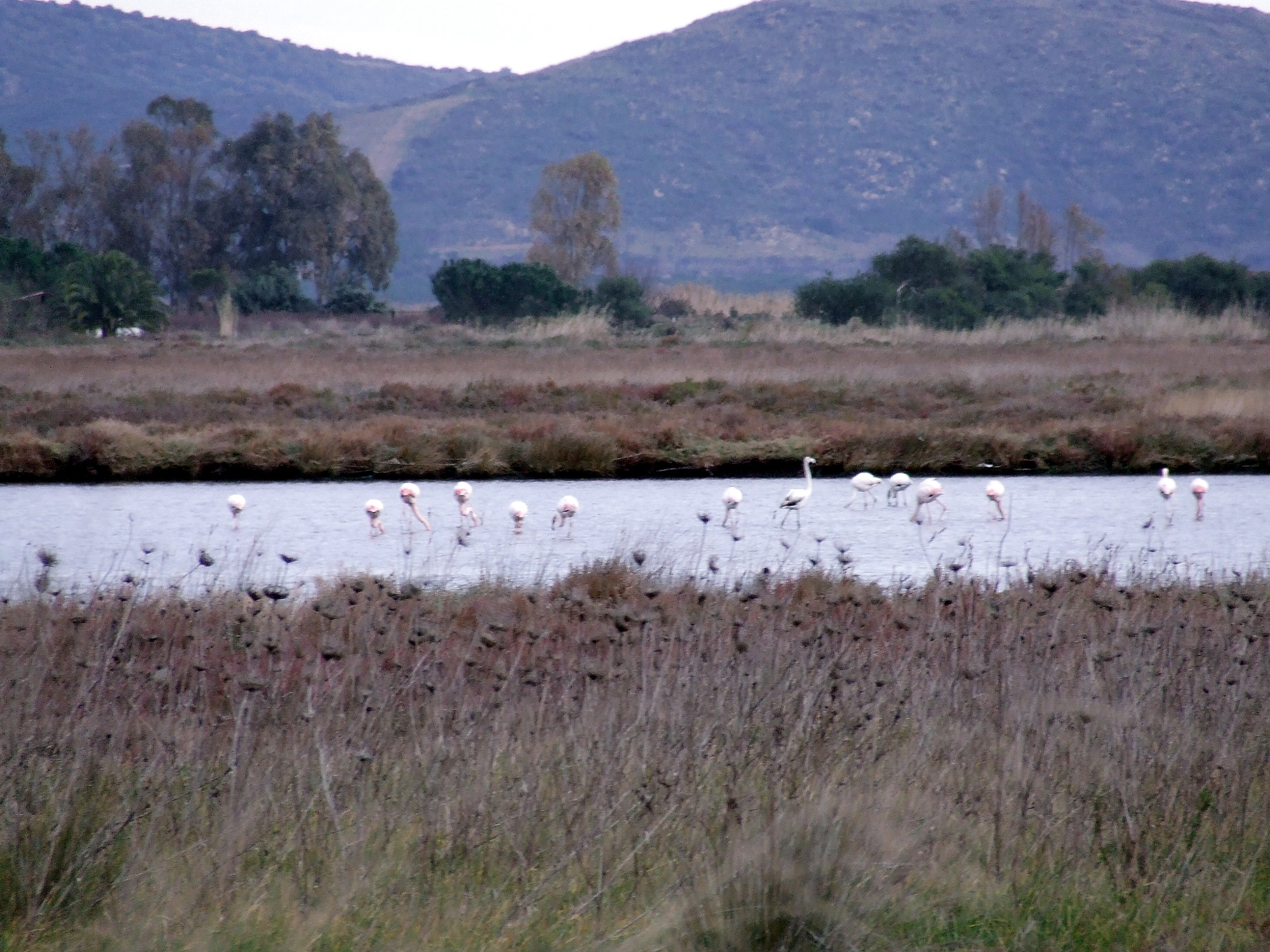
Fenicotteri sullo stagno: un simbolo per il quale lo stagno è ricordato è la presenza stagionale di fenicotteri, che attirano fotografi e turisti ogni anno per essere fotografati.

Di seguito sono riportati gli animali presenti nel lago:

#### Avifauna migratoria
Cormorano, Tarabusino, Nitticora, Sgarza ciuffetto, Garzetta, Airone rosso, Fenicottero, Falco di palude, Albanella minore, Falco pescatore, Voltolino, Cavaliere d'Italia, Avocetta, Occhione, Piviere dorato, Combattente, Piro piro boschereccio, Gabbiano roseo, Sterna zampenere, Beccapesci, Sterna comune, Fraticello, Mignattino piombato, Mignattino, Martin pescatore, Calandrella, Calandro, Pettazzurro, Forapaglie castagnolo, Magnanina sarda, Magnanina, Averla piccola.

#### Vertebrati che si riproducono nella zona
Anfibi: Rospo smeraldino, Raganella sarda. 
Rettili: Testuggine d'acqua, Testuggine comune, Lucertola campestre, Biacco. 
Uccelli: Tarabusino, Airone rosso, Falco di palude, Cavaliere d'Italia, Occhione, Sterna zampenere, Sterna comune, Fraticello, Martin pescatore, Calandrella, Tottavilla, Calandro, Averla piccola.

## Informazioni

### Informazioni turistiche
Tutto lo stagno (eccetto la parte che dà sulla spiaggia) è circondato da piccole strade poco trafficate, dunque è consigliato per effettuare escursioni in bicicletta o per fare semplici passeggiate godendosi la natura.
Inoltre è possibile effettuare escursioni in kayak o canoa all'interno dello stagno e del rio Santa Caterina.

### Pesca

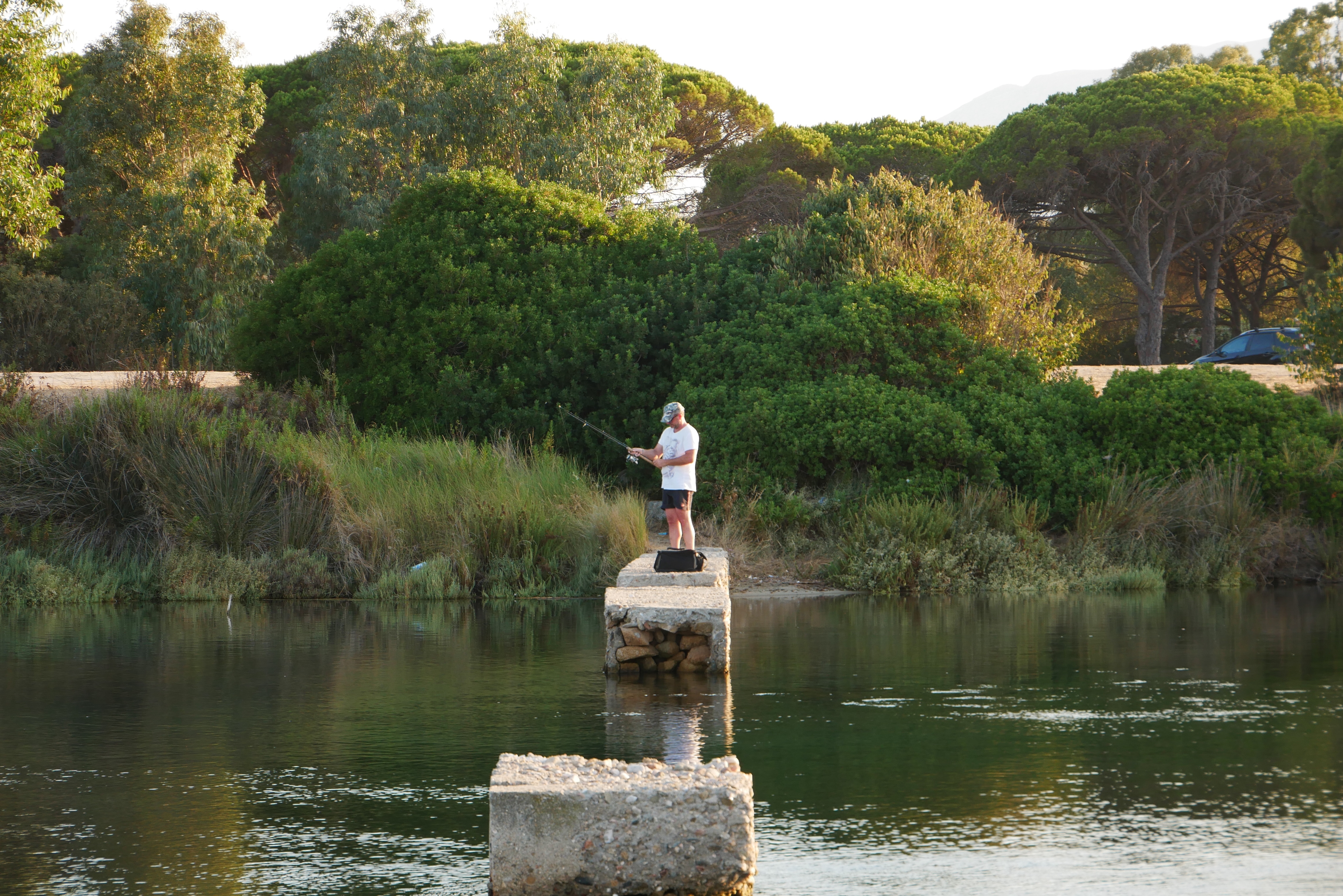
Pescatore sullo stagno.

Lo stagno permette la pesca di Mugilidi, Anguille e Spigole.

### Riconoscimenti
Oltre a far parte del Parco naturale regionale di Tepilora, Sant'Anna e Rio Posada lo Stagno Longu ha diversi riconoscimenti.
Infatti lo stagno di Posada viene compreso tra i "Biotopi di rilevante interesse vegetazionale meritevoli di conservazione in Italia" (Gruppo Conservazione della Natura, 1971). È inserito da Camarda (1989) tra le "Aree costiere di rilevante interesse botanico nella redazione dei Piani Paesistici della Sardegna" e nel "Sistema di aree di interesse botanico per la salvaguardia della biodiversità floristica della Sardegna" (1995).